# 翅柄马蓝
翅柄马蓝（学名：Strobilanthes alatus）是爵床科紫云菜属的植物。分布在尼泊尔、不丹、锡金以及中国大陆的湖南、湖北、重庆、云南、江西、广西、四川、贵州、西藏、福建等地，生长于海拔1,000米至2,900米的地区，常生长在林中、山坡竹林或铁杉冷杉林中，目前尚未由人工引种栽培。

## 别名
薄萼马蓝（湖北植物大全）